# ポラック (潜水艦)
ポラック (USS Pollack, SS-180) は、アメリカ海軍の潜水艦。ポーパス級潜水艦の一隻。艦名はタラ科シロイトダラ属のポラックに因む。派生して、同属のシロイトダラやマダラ属のスケトウダラもポラックの一種として呼ばれる。なお、退役から19年後にパーミット級原子力潜水艦5番艦として2代目ポラック (SSN-603)が就役している。

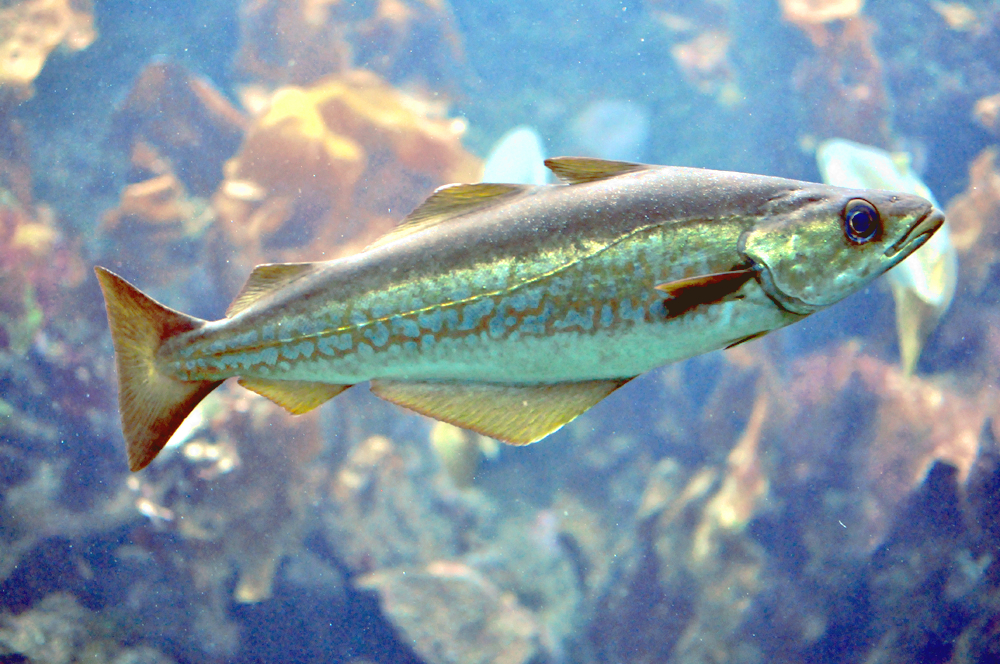
ポラック（Pollack）

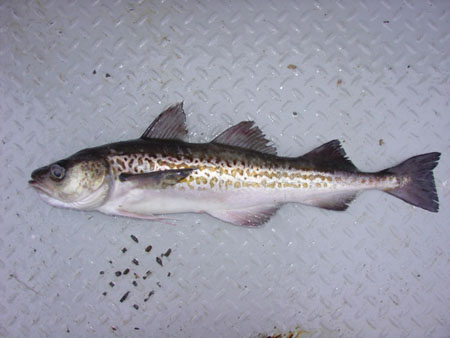
スケトウダラ（Alaska pollock）

## 艦歴
ポラックは1935年10月1日にメイン州キタリーのポーツマス海軍造船所で起工した。1936年9月15日にアン・カーター・ローマンによって命名、進水し、1937年1月15日に艦長クラレンス・E・オルドリッチ少佐の指揮下就役する。
1937年6月7日、ポーツマス海軍造船所を出航し整調のためカリブ海へ向かう。9月4日にポーツマスに帰還、11月29日に東海岸へ向けて出航した。新たな母港のカリフォルニア州サンディエゴには12月19日到着し、続く11ヶ月間を偵察部隊の第13潜水分艦隊と共に定まった演習のスケジュールで過ごした。1939年10月28日に真珠湾へ移動し、ポラックはメア・アイランド海軍造船所でのオーバーホール期間を除いて、太平洋戦争が始まるまでハワイ海域に留まった。日本軍による真珠湾攻撃時、ポラックはスタンリー・P・モーズリー少佐（アナポリス1925年組）によって指揮されてサンフランシスコからハワイに向かう途中であり、2日後に真珠湾に入港した。

### 第1、第2、第3の哨戒 1941年12月 - 1942年6月
12月13日、ポラックは最初の哨戒でガジョン (USS Gudgeon, SS-211) およびプランジャー (USS Plunger, SS-179) と共に日本近海に向かった。ポラックは12月31日の真夜中の数時間前に本州沖に到着し、戦時において日本海域に到着した初のアメリカ海軍艦艇となった。1942年1月3日朝、ポラックは北緯35度00分 東経140度20分 / 北緯35.000度 東経140.333度の地点で貨客船泰山丸（東亜海運、3,925トン）に対して魚雷を1本発射するも命中しなかった。2日後の1月5日夜には伊豆大島東岸沖で特設砲艦平壌丸（朝鮮郵船、2,627トン）に対して魚雷を発射して艦首に魚雷を命中させたが、平壌丸は沈没せず自力航行で横須賀に入港した。2日後の1月7日朝には伊豆諸島神子元島東南東で特設給炭船第一雲海丸（中村汽船、2,225トン）に魚雷を命中させ、第一雲海丸は船体の一部を亡失し、残りは犬吠埼近海まで漂流したのち、4日後の1月11日に爆撃処分された。これは太平洋艦隊潜水艦部隊による公式に確認された初の撃沈の戦果となった。第一雲海丸が未だ漂流を続けていた1月9日未明には、房総半島勝浦灯台沖で貨物船帝安丸（元イタリア船ヴェネツィア・ジュリア/帝国船舶、5,387トン）を夜間浮上して攻撃、撃沈した。1月21日、ポラックは39日間の行動を終えて真珠湾に帰投した。
2月18日、ポラックは2回目の哨戒で台湾海峡および東シナ海方面に向かった。哨戒海域では台湾海峡から長崎へ向かう貨物船を攻撃した。3月10日深夜から翌11日朝にかけて、ポラックは北緯30度45分 東経126度25分 / 北緯30.750度 東経126.417度の上海東方270海里の海域で福州丸（北日本汽船、1,454トン）に複数の攻撃を行って撃沈し、砲撃で陸軍船ばいかる丸（東亜海運、5,243トン）に損傷を与えた。4月8日、ポラックは49日間の行動を終えて真珠湾に帰投した。
4月30日、ポラックは3回目の哨戒で日本近海に向かった。日本の本州沖で巡航したポラックは、5月12日に特設監視艇と浮上砲戦を行った。敵の船尾に命中弾を与え、敵艦は炎上した。31日には北緯31度38分 東経133度45分 / 北緯31.633度 東経133.750度の地点で特設監視艇第五春成丸（山口春松、92トン）を発見し、浮上砲戦でこれを撃沈した。帰途にミッドウェー海戦に参加。6月16日、ポラックは45日間の行動を終えて真珠湾に帰投。4ヵ月間のオーバーホールに入った。艦長がロビー・E・パルマー少佐（アナポリス1927年組）に代わった。

### 第4、第5、第6の哨戒 1942年10月 - 1943年4月
10月10日、ポラックは4回目の哨戒でトラック諸島方面に向かった。ポラックは哨戒海域に到着する前に、ミッドウェー島への一時帰還を命じられ、10月23日に到着。燃料を満載したポラックは同日ミッドウェー島を離れ、トラックの出入り口を哨戒。ソロモン諸島での海戦から後退してくる敵艦を迎え撃つために待機した。しかし、この哨戒では敵艦と接触することはなかった。11月29日、ポラックは49日間の行動を終えて真珠湾に帰投した。
12月31日、ポラックは5回目の哨戒で日本近海に向かった。東北地方沖での敵艦船との接触は2回あり、まず1943年1月19日に白糠海岸に座礁放棄されていた輸送船玄山丸（宮地汽船、5,691トン）に対して魚雷をまず1本発射するも命中せず、続いてもう1本発射して命中させた。2日後の1月21日夜には北緯42度43分 東経145度22分 / 北緯42.717度 東経145.367度の地点で、陸軍輸送船崎戸丸（日本郵船、9,245トン）に対して魚雷を2本発射するも回避された。2月10日、ポラックは41日間の行動を終えて真珠湾に帰投した。
3月6日、ポラックは6回目の哨戒でギルバート諸島およびマーシャル諸島方面に向かった。3月20日の午後、ポラックはジャルート環礁とマキン間の航路を行く貨物船を攻撃し、3本の魚雷の内1本を命中させたと判断された。3月21日と4月4日にも貨物船を攻撃し、ともに命中と判断された。4月18日、ポラックは44日間の行動を終えてミッドウェー島に帰投。艦長がバフォード・E・レウェレン少佐（アナポリス1931年組）に代わった。

### 第7、第8の哨戒 1943年5月 - 9月
5月10日、ポラックは7回目の哨戒でマーシャル諸島方面に向かった。5月16日にアイルック環礁を、翌5月17日にウォッジェ環礁をそれぞれ偵察。続いてウォッジェ環礁トートン水道（シシュマレフ水道）西方を哨戒。5月18日、ポラックは北緯08度33分 東経171度00分 / 北緯8.550度 東経171.000度のマロエラップ環礁エニチュアン水道沖で特設砲艦光島丸（飯野海運、3,110トン）を撃沈。2日後の5月20日午後、ポラックはジャルート環礁ジャンボール水道付近で環礁内に入りつつあった特設巡洋艦盤谷丸（大阪商船、5,350トン）を発見。魚雷を4本発射し、魚雷の命中を受けた盤谷丸は轟沈した。護衛の駆逐艦雷が反撃に出て、21発もの爆雷を投下した。この攻撃でポラックは電池と潜舵が損傷したが、それ以上の被害はなかった。6月25日、ポラックは46日間の行動を終えて真珠湾に帰投した。
7月20日、ポラックは8回目の哨戒で日本近海に向かった。8月6日に輸送船団に対して攻撃を行ったが、最初の攻撃は成功しなかった。続く再攻撃で魚雷を1本命中させたと判断された。続いて九州東方沖を哨戒。8月27日未明、ポラックは九州沖でパラオから佐伯に向かうフ806船団を発見。陸軍船太福丸（日本郵船、3,520トン）に向けて魚雷を5本発射し、3本は船首前方と船体の下を通過したが残り2本が命中し、太福丸は北緯32度28分 東経132度23分 / 北緯32.467度 東経132.383度の地点で沈没した。ポラックは哨戒海域を東に移し、一週間後の9月3日夕方に北緯33度43分 東経140度00分 / 北緯33.717度 東経140.000度の三宅島近海でトラックから横須賀に向かっていた第4827船団を発見。そのうちの1隻である特設給炭油船田子の浦丸（三菱汽船、3,521トン）に向けて魚雷を3本発射。1本が田子の浦丸に命中し、田子の浦丸は船首を先にして沈没していった。9月16日、ポラックは47日間の行動を終えて真珠湾に帰投。帰投後、ポラックは太平洋艦隊駆逐艦部隊の訓練に供用され、11月19日から1944年2月8日まで真珠湾海軍工廠でオーバーホールに入った。

### 第9、第10、第11の哨戒 1944年2月 - 9月
2月28日、ポラックは9回目の哨戒で小笠原諸島方面に向かった。荒海と戦いながら哨戒海域に到着。その2日後の3月20日夜、ポラックは北緯30度40分 東経140度42分 / 北緯30.667度 東経140.700度の地点で、浮上雷撃により特設駆潜艇白鷹丸（農商省、1,327トン）を撃沈した。3月25日未明には輸送船団を攻撃して第54号駆潜艇を撃沈し、他に2隻の貨物船に損傷を与えたと判断された。さらに4月3日には北緯30度14分 東経139度45分 / 北緯30.233度 東経139.750度の地点で陸軍船東征丸（岡田商船、2,814トン）を撃沈した。4月11日、ポラックは43日間の行動を終えてミッドウェー島に帰投した。

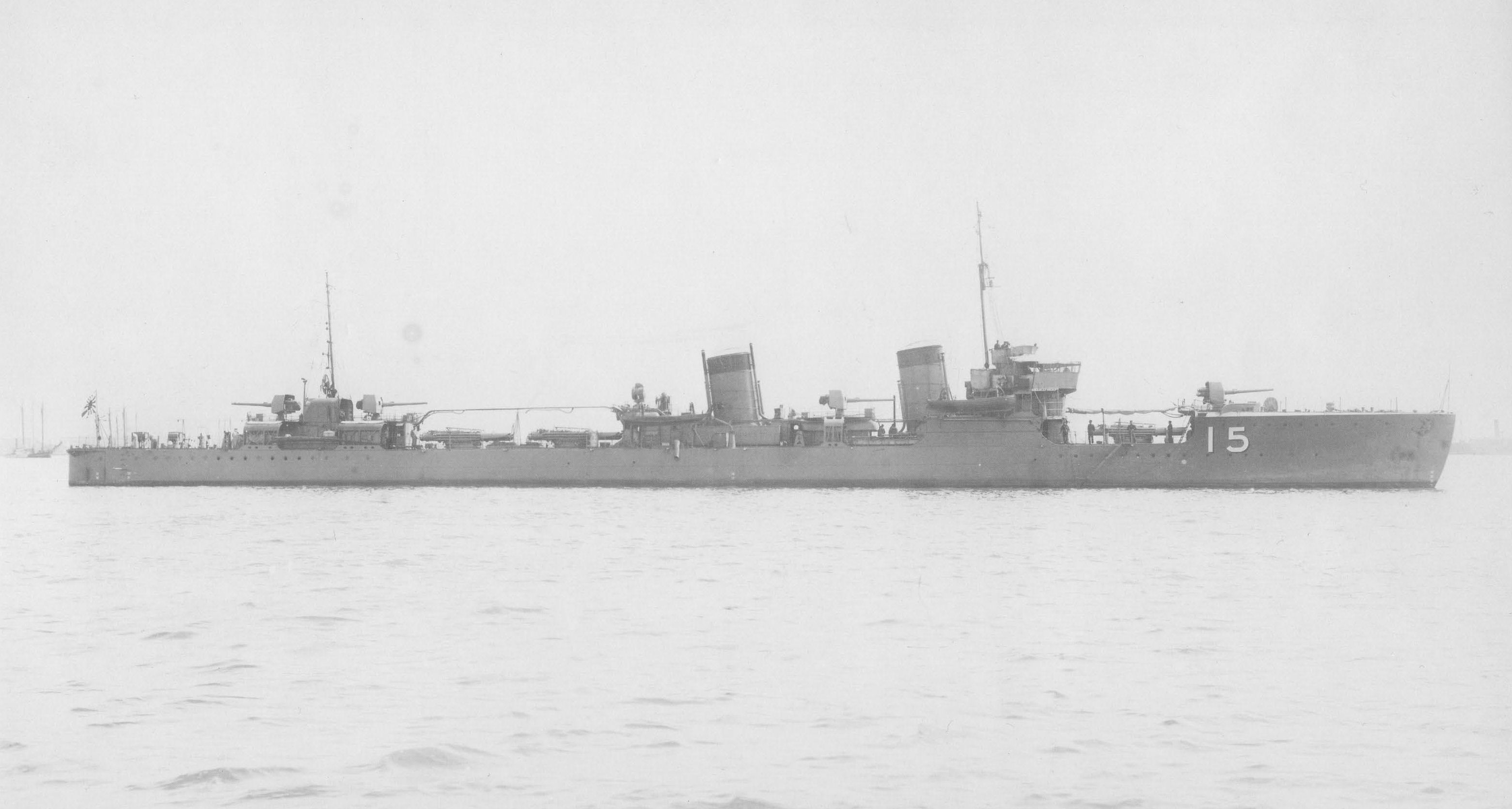
駆逐艦朝凪

5月6日、ポラックは10回目の哨戒で日本近海に向かった。5月22日未明、ポラックは北緯28度12分 東経138度50分 / 北緯28.200度 東経138.833度の父島近海でサイパン島から東京に向かう第4517船団を発見。船団の先頭を行く駆逐艦朝凪に向けて魚雷を4本発射。1本が朝凪の左舷後部に命中し、朝凪は4時5分に横転沈没した。ポラックは引き続き輸送船と駆逐艦に対して魚雷を発射するも、その直後に猛烈な反撃を受けたため戦場を離脱した。5月25日朝にも敵艦船に対して魚雷を4本発射したものの命中しなかった。6月7日、ポラックは32日間の行動を終えて真珠湾に帰投。艦長がエヴェレット・H・シュタインメッツ少佐（アナポリス1935年組）に代わった。
7月15日、ポラックは11回目の哨戒でカロリン諸島方面に向かった。マジュロを経由して8月1日に哨戒海域に到着。ウォレアイ環礁を攻撃する航空部隊支援のための救助配備任務に当たる。8月4日と5日にも同様の任務でヤップ島沖を哨戒し、ヤップ島とパラオ海域を行動した。8月14日夕刻と30日夕刻にはファイス島のリン酸塩生産施設に対して4インチ砲による砲撃を行った。8月9日と24日には千鳥型水雷艇と思しき艦艇および、300トン級駆潜艇に対してそれぞれ魚雷を発射したが、攻撃は成功しなかった。9月12日、ポラックは60日間の行動を終えてブリスベンに帰投。これがポラックの最後の哨戒となった。

### 訓練艦・戦後
ポラックはブリスベンで修理を受け、その後10月6日に出航、掃海艇ジーロング (HMAS Geelong, J201) と10日まで演習を行う。続いてミオス・ウンディ島を経由して真珠湾に向かい、11月18日に到着。第一線を退いてオアフ島沖で太平洋艦隊駆逐艦部隊と共に訓練に従事した。
1945年1月25日、ポラックは同じく訓練艦となったパーミット (USS Permit, SS-178) と共にオアフ島を出航して東海岸に向かい、2月24日にコネチカット州ニューロンドンに到着した。その後は潜水学校生徒の訓練艦として過ごす。ポラックは6月14日にポーツマス海軍造船所に入渠し不活性化が行われ、9月21日に退役した。その後1946年10月29日に除籍され、1947年2月2日にフィラデルフィアのシップ＝シェイプ社にスクラップとして売却された。
ポラックは第二次世界大戦の戦功で10個の従軍星章を受章した。